# 卡纳莱斯德拉谢拉
卡纳莱斯德拉谢拉，是西班牙拉里奥哈自治区的一个市镇。总面积54平方公里，总人口80人（2001年），人口密度1人/平方公里。